# Археомагнетизм
Археомагнетизм (рос. археомагнетизм, англ. archeomagnetism, нім. Archäomagnetismus) — розділ геомагнетизму, який на основі вивчення залишкової намагніченості датованих споруд і виробів з обпаленої глини дає змогу встановити дані про напруженість і напрям магнітного поля Землі в минулому.